# Floriane Gnafoua
Floriane Gnafoua (Saint-Cloud, 30 de enero de 1996) es una deportista de Francia que compite en atletismo. Ganó una medalla de bronce en el Campeonato Europeo de Atletismo Sub-20 de 2015, en la prueba de 4 × 100 m. Participó en los Juegos Olímpicos de Río de Janeiro 2016.